# Ruta 48 (Uruguay)
La ruta n.º48 es una de las carreteras nacionales de Uruguay. Lleva el nombre del sacerdote jesuita Luis "Perico" Pérez Aguirre.

## Características

### Trazado
Inicia su trazado en las costas del río Santa Lucía, departamento de Canelones, en la zona de Las Brujas, y se extiende ligeramente en sentido general hacia el sureste, hacia la ciudad de Las Piedras, dónde finaliza su trazado. En su recorrido atraviesa zonas agrícolas de los municipios de Los Cerrilos, La Paz y Las Piedras.

## Hoja de ruta
Puntos destacados según el kilometraje:
- km 000.000: Las Brujas, acceso a río Santa Lucía.
- km 004.250: Rotonda con ruta 49.
- km 005.300: Arroyo de Las Brujas Chico.
- km 009.300: Camino de acceso a Estación Experimental INIA Las Brujas.
- km 011.800: Rotonda con ruta 36 al norte.
- km 011.900: Rotonda con ruta 36 al sur.
- km 012.000: Arroyo Colorado.
- km 012.400: Acceso a Frigorífico Las Piedras.
- km 012.700: Camino Juan Reyes.
- km 013.200: Camino Reina De Luca.
- km 013.400: Camino Razetti.
- km 013.900: Camino Brandi.
- km 014.100: Camino Zarranz.
- km 014.500: Camino Lugano.
- km 015.400: Camino Carámbula.
- km 017.750: Camino Fermin Reyes.
- km 018.900: Cruce a desnivel con ruta 5.
- km 019.700: Inicio planta urbana ciudad de Las Piedras.
- km 020.650: Rotonda con Avenida César Mayo Gutiérrez.